# Плосковеточник
Плоскове́точник, или Плати́кладус, или Био́та (лат. Platýcladus) — монотипный род вечнозелёных однодомных хвойных деревьев семейства Кипарисовые (Cupressaceae), состоящий из единственного вида Плосковеточник восто́чный (Platycladus orientalis).

## Название
Классификация растения неоднократно менялась, что привело к возникновению нескольких, более или менее известных, названий. Вероятно, наиболее встречаемое название — Туя восточная, это название отражает прежнее систематическое положение растения, когда его относили к роду Туя. Под таким названием растение часто встречается в магазинах, где его позиционируют как аналог туи западной. Если требуется представить растение в экзотическом свете, то его называют биотой восточной.
Синонимы вида
- Biota orientalis (L.) Endl. [4] — Биота восточная
- Platycladus stricta Spach[5]
- Retinispora juniperoides Carrière
- Thuja chengii Borderes &  Gaussen, 1939[6]
- Thuja orientalis L. basionym — Туя восточная
- Thuja orientalis var. aurea (Carrière) Rehder
- Thuja orientalis f. juniperoides (Carrière) Asch. & Graebn.

## Распространение и среда обитания

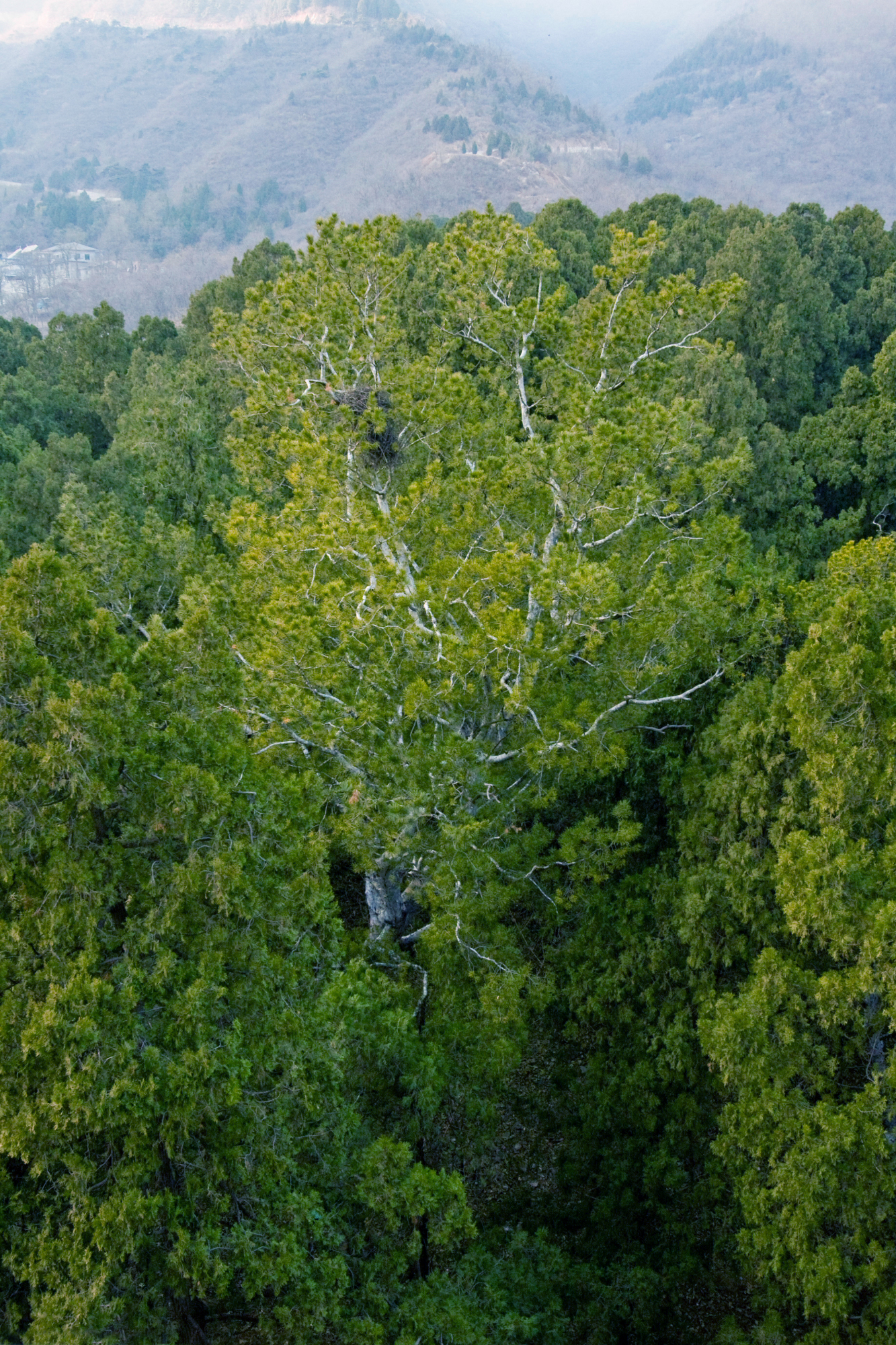
Плосковеточник и сосна Бунге, Пекин

Естественная область распространения находится в Китае и локально в  Южной Корее. Прежде в неё включали юг  Дальнего Востока России, пока не выяснилось, что там плосковеточник замещается микробиотой перекрёстнопарной. В Китае восточная туя традиционно широко культивировалась, откуда распространилась в соседние регионы. Ныне она натурализована по всему миру. Что касается перспектив интродукции плосковеточника, то его можно выращивать в Калининградской области, Крыму, на Северном Кавказе и юге Приморского края. За пределами России его предлагают для Белоруссии, Украины и горных районов Средней Азии, с оптимумом на  Гиссаро-Алае.
Плосковеточник произрастает в горах на высотах от 300 до 3300 м над уровнем моря. Предпочитает тепло-умеренный климат. Образует устойчивые сообщества с сосной Бунге на сухих известняках. Эти сообщества окружены дубовыми лесами, поэтому к хвойным деревьям примешиваются дуб изменчивый и фисташка китайская. Подлесок состоит из зарослей скумпии кожевенной, витекса, видов леспедецы, софоры Давида (виколистной) и розы Ксантина. Место отсутствующего держи-дерева занимает колючий кустарник сажеретия (Sageretia paucicostata). Травяной покров соткан из полыни, осоки ланцетной, бородача обыкновенного и видов фиалки. 
Плосковеточник часто применяют в лесных плантациях, высаживая монокультурой или в смеси с соснами, белой акацией и другими деревьями. 
Китайская буддийская философия связывает растение с долгой жизнью и энергией, что, вероятно, основано на долговечности дерева при неизменности его зелёного цвета в холодном сухом климате северо-западного Китая. Предполагается, что некоторые крупные образцы, растущие около буддийских храмов в Китае, в частности, в Пекине, были посажены свыше 1000 лет назад, считаются одним из символов Пекина. Китайское название растения кит. 侧柏.

## Ботаническое описание
Небольшое медленно растущее дерево высотой от 5 до 10 м, при благоприятных условиях высота может достигать 20 м, в неблагоприятных условиях принимает форму куста.
Корневая система поверхностная. Ствол дерева обычно прямой, может у основания разделяться на несколько вертикально устремлённых стволов. Ширина кроны у взрослых экземпляров 3-4 м в диаметре. 
Кора на стволе тонкая светлая красновато-коричневых оттенков, отслаивается длинными полосками.
Ветви, покрытые корой желтовато-красного цвета, широкие плоскосжатые (веерообразные), растут вертикально ориентированными и плотно прижатыми, образуют широкую конусовидную крону.
Хвоя тесно прижата к ветвям, чешуевидная (у молодых, 1—2-летних растений игольчатая) с острыми верхушками, 1—3 мм длиной, светло-зелёного цвета, зимой становится бурой. Особенность хвои — отсутствие смоляных желёзок, в отличие от видов туи.
|                                                  |  |  |
| Общий вид молодого растения; хвоя крупным планом |  |  |

Мужские шишки (микростробилы) желтовато-зелёного цвета вытянутой формы от 2 до 3 мм в длину, размещаются на концах побегов.
Пыление проходит весной, в начале апреля.
Женские шишки (мегастробилы) размером около 2 см, весом 8—12 г каждая, располагаются на концах отдельных ветвей, имеют почти шаровидную форму и характерные выступы в форме крючков. До созревания шишки мягкие, покрыты голубовато-зелёным налётом. Созревают на второй год после опыления, при созревании становятся деревянистыми красно-коричневого цвета и раскрываются. Шишки состоят из шести или восьми направленных вверх сросшихся чешуек. В каждой чешуйке одно или два семени. Семена яйцевидные, защищены толстой скорлупой буро-коричневого цвета с глянцевой поверхностью и белой отметкой у основания. Размер семян около 6 мм в длину и 3—4 мм в ширину. Семена не имеют крыльев, созревают осенью, в октябре — ноябре.
|                                                       |  |  |
| Мужские шишки; женские шишки: созревающие и созревшие |  |  |

## Систематика
Хотя раньше плосковеточник включали в род Туя, эти растения имеют только отдалённое сходство. Существует мнение о близости этого растения с представителем другого монотипичного рода Микробиота — Microbiota decussata, в связи чем род Platycladus может быть расширен до 2 видов, но эта точка зрения не нашла широкого распространения. Другие близкородственные роды растений — это Можжевельник и Кипарис.
Таксономическое положение
|  |                  |  |                   |                   |                  |  | ещё 3 вымерших порядка | ещё 3 вымерших порядка                                                                                  | |  |                                                                                   |  | ещё 29 родов, включая: - Можжевельник - Микробиота - Кипарис - Туя | ещё 29 родов, включая: - Можжевельник - Микробиота - Кипарис - Туя |  |
|  |                  |  |                   |                   |                  |  | ещё 3 вымерших порядка | ещё 3 вымерших порядка                                                                                  | |  |                                                                                   |  | ещё 29 родов, включая: - Можжевельник - Микробиота - Кипарис - Туя | ещё 29 родов, включая: - Можжевельник - Микробиота - Кипарис - Туя |  |
|  |                  |  |                   | отдел Хвойные     |                  |  |                        | | семейство Кипарисовые                                                                                   |  |                                                                                   |  |                                                                    |                                                                    |  |
|  |                  |  |                   | отдел Хвойные     |                  |  |                        | | семейство Кипарисовые                                                                                   |  | единственный вид Плосковеточник восточный или Восточная туя, или Биота восточная. |  |                                                                    |                                                                    |  |
|  | царство Растения |  |                   |                   | порядок Сосновые |  |                        | | монотипный род Плосковеточник                                                                           |  |                                                                                   |  |                                                                    |                                                                    |  |
|  | царство Растения |  |                   |                   |                  |  |                        | | |  |                                                                                   |  |                                                                    |                                                                    |  |
|  |                  |  | ещё 13-16 отделов | ещё 13-16 отделов |                  |  |                        | ещё 6 семейств: - Головчатотисовые - Сциадопитисовые - Араукариевые - Подокарповые - Сосновые - Тисовые | ещё 6 семейств: - Головчатотисовые - Сциадопитисовые - Араукариевые - Подокарповые - Сосновые - Тисовые |  |                                                                                   |  |                                                                    |                                                                    |  |
|  |                  |  |                   | ещё 13-16 отделов |                  |  |                        | | ещё 6 семейств: - Головчатотисовые - Сциадопитисовые - Араукариевые - Подокарповые - Сосновые - Тисовые |  |                                                                                   |  |                                                                    |                                                                    |  |

## Хозяйственное значение и применение
Древесина лёгкая и крепкая, может использоваться для изготовления мебели, но не подходит для внешней отделки в строительстве.
Плосковеточник, подобно туе западной, с давних времён широко используется для озеленения населённых пунктов и в парковом строительстве для создания живых изгородей и формирования фигурной стрижкой зелёных скульптур.
Растение устойчиво к кратковременным морозам до −25 °C, хорошо переносит засуху, предпочитает расти на бедной рыхлой почве. В холодном климате рост и без того медленно растущего растения замедляется.
Существует множество (около 60) зарекомендовавших себя декоративных форм и сортов, которые успешно выращиваются в садах и парках, в районах с мягким климатом.
Некоторые сорта:
- 'Aurea' — медленно растущий теплолюбивый сорт, появился около 1878 года.
- 'Aurea Nana' (Thuja orientalis f. aurea nana) — карликовая разновидность (сорт), культивируется с 1939 года.
- 'Cupressoidess' (Thuja orientalis f. cupressoidess) — кипарисовидная форма.
- 'Magnifica' — компактный и плотноветвистый сорт, образует крону в форме кегли высотой 2—3 м, происхождение неизвестно.